# China Railway Construction Corporation
La China Railway Construction Corporation (中國鐵建S) o, o più semplicemente CRCC, è il secondo conglomerato industriale operante nel settore delle costruzioni della Cina. È un'impresa di proprietà statale. Dal febbraio del 2008, un pacchetto di azioni CRCC sono quotate nelle borse di Shanghai e Hong Kong. China Railway Construction è uno dei gruppi di costruzione completi più potenti e su larga scala del mondo.Nel 2022, si è classificata al 39º posto nella Fortune 500, al 3º posto nella "World's 250 Largest Contractors" e "China Top 500 Enterprises” si è classificata all'11º posto.
La supervisione della società è affidata al Consiglio di Stato della Repubblica Popolare Cinese.

## Storia
La compagnia è nata come braccio operativo dello Stato cinese nella costruzione delle ferrovie, in seguito il suo campo di attività si è allargato alla realizzazione di grossi progetti nel campo delle infrastrutture e nel campo industriale.
Nell'agosto del 2012 si è diffusa la notizia che la China Railway Construction Corporation avesse raggiunto un accordo per acquisire il 15% dell'Inter, squadra di calcio italiana. Ciò ha destato malumori in Cina, così la società ha voluto precisare che si è trattato solo di « colloqui per la costruzione del nuovo impianto in zona San Donato » tramite un comunicato stampa diffuso alla borsa di Shanghai. Essendo una società di costruzioni, infatti, per le leggi cinesi un'azienda può espandersi all'estero se rispetta il proprio core business.